# 清水くるみ
清水 くるみ（しみず くるみ、1994年7月16日 - ）は、日本の女優。
愛知県大府市出身。上智大学総合人間科学部社会学科、2017年卒。アミューズ所属。2024年1月、出身地である大府市の広報大使に就任した。

## 経歴
- 「アミューズ30周年全国オーディション」（2007年9月17日）で応募者65,368人の中からグランプリを受賞[1]（特典はアミューズが2008年に製作する映画への出演権）。
- 女優デビューは、2008年8月26日『ほんとにあった怖い話 夏の特別編2008 「廃屋の螺旋」』。
- 映画初出演は、2009年2月21日公開『悲しいボーイフレンド』。
- 連続ドラマ初出演は、2010年7月期『美丘-君がいた日々-』。
- テレビドラマ初主演、2010年9月27日『駆込み訴え』。
- 民放ドラマ初主演は、2012年12月23日『Dearママ』（フジテレビ）。
- ミュージカル初挑戦は、2013年『ロミオ&ジュリエット』ヒロイン・ジュリエット役。
- 声優初挑戦は、2021年7月9日公開の劇場アニメ『100日間生きたワニ』[4]。
- 連続ドラマ初主演は、2023年1月期『親友は悪女』山谷花純とダブル主演[5]。
- NHK朝ドラ初出演は、2023年後期放送の連続テレビ小説『ブギウギ』[6]。

## 人物
- 特技はダンス。
- 神木隆之介の大ファンで、オーディションを受けた理由は「オーディションを受ければ神木さんに会えるかなと思って応募しました」と語っている[7]。
- 目標とする女優は上野樹里。

## 出演

### テレビドラマ
- ほんとにあった怖い話 夏の特別編2008 「廃屋の螺旋」（2008年8月26日、フジテレビ） - 有紀 役
- 美丘-君がいた日々-（2010年7月10日 - 9月18日、日本テレビ） - 橋本結衣 役
- 駆込み訴え（2010年9月27日、NHK BS2） - 主演[注 1]
- あっこと僕らが生きた夏 前編・後編（2012年4月14日・21日、NHK総合） - 白石百合 役
- 『宮部実果』〜映画『桐島、部活やめるってよ』スピンオフ〜（2012年8月3日 - 27日、WOWOW） - 主演・宮部実果 役
- Dearママ（2012年12月23日、フジテレビ） - 主演・平山透子 役[注 2]
- 狸な家族（2013年6月26日、NHK BSプレミアム） - 中島真美 役[注 3]
- 青山ワンセグ開発 少女と人魚（2013年8月3日 - 8月22日、NHK Eテレ） - 主演・少女 役[8]
- ホゴカン 熱血保護司・村雨晃司の事件簿（2013年8月31日、テレビ朝日） - 村雨光 役
- こうのとりのゆりかご〜「赤ちゃんポスト」の6年間と救われた92の命の未来〜（2013年11月25日、TBS） - 藤崎希 役
- 夜のせんせい（2014年1月17日 - 3月21日、TBS） - 白崎桃 役
- 死神くん 第6話 - 第7話（2014年5月30日 - 6月6日、テレビ朝日） - 立花ゆかり 役
- セーラー服と宇宙人（エイリアン）〜地球に残った最後の11人〜（2014年6月26日 - 8月21日、日本テレビ） - 木梨ネルグイ 役
- ぼんくら 第1話・第2話・第5話・第7話 - 第9話（2014年10月16日・22日・11月13日・27日 - 12月11日、NHK総合） - お律 役
- 相棒 season13 第7話（2014年12月3日、テレビ朝日） - 小山美波 役
- 学校のカイダン（2015年1月10日 - 3月14日、日本テレビ） - 脇谷玉子 役
- She（2015年4月18日 - 5月16日、フジテレビ） - 江藤美百合 役[9]
- 一番電車が走った（2015年8月10日、NHK総合<NHK広島放送局制作>） - 小西幸子 役
- 昔話法廷「浦島太郎裁判」（2016年8月5日、NHK Eテレ） - 乙姫 役 [10]
- スーパーサラリーマン左江内氏 第9話（2017年3月11日、日本テレビ） - 受付嬢 役
- ドキュメンタリードラマ「母、立ちあがる〜認知症のわたし と、あなたと〜（2017年3月29日、NHK総合）
- マザーズ2017 野宿の妊婦（2017年10月14日、中京テレビ） - 中野香奈 役
- 新宿セブン 第2話（2017年10月21日、テレビ東京） - 美鈴 役
- 透明なゆりかご 第5回（2018年8月17日、NHK総合） - 北野真理 役[11]
- プリティが多すぎる 第10話（2018年12月21日、日本テレビ） - 水科木乃 役
- 平成物語 〜なんでもないけれど、かけがえのない瞬間〜（2019年3月19日 - 23日、フジテレビ） - 凛 役[12][13]
- わたし、定時で帰ります。 第3話 - 第5話（2019年4月30日 - 5月14日、TBS） - 桜宮彩奈 役[14]
- 心の傷を癒すということ（2020年1月18日 - 2月8日、NHK総合） - 片岡心愛 役[15]
- アライブ がん専門医のカルテ 第6話（2020年2月13日、フジテレビ） - 土方絵麻 役[16][17]
- 警視庁・捜査一課長2020 第14話（2020年8月20日、テレビ朝日） - 相木葉子 役[18]
- 特集ドラマ いないかもしれない（2021年3月29日、NHK総合） - 原田明美 役[19][20]
- 持続可能な恋ですか?〜父と娘の結婚行進曲〜（2022年4月19日 - 6月21日、TBS） - 浅木鈴 役[21]
- 親友は悪女（2023年1月8日 - 3月26日、BSテレビ東京） - 主演・堀江真奈 役（山谷花純とダブル主演）[5]
- 星降る夜に 第2話（2023年1月24日、テレビ朝日） - マロニエ産婦人科医院で出産した妊婦 役
- いちばんすきな花 第1話・第2話（2023年10月12日・19日、フジテレビ） - 由梨 役
- 連続テレビ小説 ブギウギ（2023年10月16日 - 2024年3月29日、NHK） - 白川幸子（リリー白川）役[6][22][23]
- 時をかけるな、恋人たち 第3話（2023年10月24日、関西テレビ・フジテレビ） - 水無瀬チサ 役[24]
- Eye Love You 第3話（2024年2月6日、TBS）
- 高速を降りたら（2024年3月19日、NHK総合・NHK BSプレミアム4K） - 泉 役[25]
- イップス 第7話（2024年5月24日、フジテレビ） - 奥森美音 役[26]
- 柚木さんちの四兄弟。（2024年5月28日 - 7月18日、NHK総合） - 花岡真弓 役[27]
- 錦糸町パラダイス〜渋谷から一本〜（2024年7月13日 - 9月28日、テレビ東京） - 綾 役[28]
- 無能の鷹 第1話（2024年10月11日、テレビ朝日） - 三澤佳奈 役[29]
- 忘れっぽいハムレット（2024年11月9日、テレビ愛知） - 丘野看護師 役[30]
- 年下彼氏2 episode14「ふたりのぼっち飯」（2024年12月1日、朝日放送テレビ） - ヒロイン・遥香 役[31]

### 配信ドラマ
- HEART ATTACK（2025年3月20日、FOD） - 英公子（青年期） 役[32]

### 映画
- 悲しいボーイフレンド（2009年2月21日） - 多香子 役
- キラー・ヴァージンロード（2009年9月12日、アミューズ） - 沼尻ひろ子（中学時代） 役
- 食堂かたつむり（2010年2月6日） - 女子学生 役
- らもトリップ 「クロウリング・キング・スネイク」（2012年2月25日） - 鳴瀬川るみ 役
- 桐島、部活やめるってよ（2012年8月11日） - 宮部実果 役
- 旅の贈りもの 明日へ（2012年10月27日） - 秋山美月（高校時代） 役
- 遠くでずっとそばにいる（2013年6月15日） - 志村美加 役
- ジンクス!!!（2013年11月16日） - 山口楓 役[33][34]
- orange -オレンジ-（2015年12月12日） - 村坂あずさ 役[35]
- 海の底からモナムール（2017年3月5日〔映画祭〕、2020年12月4日） - 主演・ミユキ 役[注 4][36]
- 銀魂（2017年7月14日）
- 南瓜とマヨネーズ（2017年11月11日） - 可奈子 役[37]
- 青のハスより（2018年11月17日） - 和田 / 青蓮 役[38]
- jam（2018年12月1日）[39]
- 青の帰り道（2018年12月7日） - キリ 役[40]
- 21世紀の女の子 「君のシーツ」（2019年2月8日）[41]
- 失敗人間ヒトシジュニア（2019年2月16日） - 杉本詩織 役[42]
- チア男子!!（2019年5月10日） - ヒロイン・坂東晴子 役[43]
- 長いお別れ（2019年5月31日） - 小西未央 役[44][45]
- 宇宙でいちばんあかるい屋根（2020年9月4日） - 浅倉いずみ 役[46]
- 新解釈・三国志（2020年12月11日） - 麋夫人 役
- 心の傷を癒やすということ 劇場版（2021年1月29日） - 片岡心愛 役[47][48]
- スウィートビターキャンディ（2021年3月7日） - 雪枝 役[49]
- Arc アーク（2021年6月25日）- 加南子/奈々 役[50]
- わたし達はおとな（2022年6月10日）- 池田 役[51]
- 最後まで行く（2023年5月19日） - 岸谷真由子 役[52]
- 種まく旅人〜醪のささやき〜（2025年10月10日公開予定、アークエンタテインメント） - 藤原夏美 役[53][54]

### ドキュメンタリー
- 中部推し！金とく「わたしを生きるノート“悔いのない最期”を探して」（2022年1月7日、NHK総合） - ナレーション[52]

### 劇場アニメ
- 100日間生きたワニ（2021年7月9日） - バイトちゃん 役[4]

### 舞台
- ロミオ&ジュリエット（2013年9月3日 - 10月5日、東急シアターオーブ / 10月12日 - 27日、梅田芸術劇場メインホール） - ジュリエット 役[注 5]
- 乱鶯（2016年3月5日 - 4月1日、新橋演舞場 / 4月13日 - 30日、梅田芸術劇場メインホール / 5月8日 - 16日、北九州芸術劇場大ホール） - おりつ 役[55]
- 新世界ロマンスオーケストラ（2017年4月30日 - 5月21日、東京グローブ座 / 5月26日 - 28日、シアタードラマシティ） - 玲奈 役[56]
- MUSICAL SHOWCASE
  - （2017年10月2日、Mt.RAINIER HALL SHIBUYA PLEASURE PLEASURE）
  - （2019年3月11日・12日、Mt.RAINIER HALL SHIBUYA PLEASURE PLEASURE）
- 修羅天魔〜髑髏城の七人Season極（2018年3月17日 - 5月31日、IHIステージアラウンド東京） - 沙霧 役[57]
- 恋を読む「ぼくは明日、昨日のきみとデートする」 - 福寿愛美 役
  - （2018年8月25日・29日、オルタナティブシアター）[58]
  - （2019年3月14日、オルタナティブシアター）[59]
- サムシング・ロッテン! - ポーシャ 役[60]
  - （2018年12月17日 - 30日、東京国際フォーラム）
  - （2019年1月11日 - 14日、オリックス劇場）
- 黒白珠（2019年6月7日 - 23日、シアターコクーン / 6月28日 - 30日、兵庫県立芸術文化センター / 7月6日・7日、刈谷市総合文化センター / 7月10日、長崎ブリックホール / 7月13日・14日、久留米シティプラザ） - 花苗 役[61]
- FACTORY GIRLS 〜私が描く物語〜 - ルーシー・ラーコム 役
  - （2019年9月25日 - 10月9日、TBS赤坂ACTシアター / 2019年10月25日 - 27日、梅田芸術劇場）[62]
  - 再上演（2023年6月5日 - 13日、東京国際フォーラム ホールC / 24日・25日、キャナルシティ劇場 / 29日 - 7月2日、COOL JAPAN PARK OSAKA WWホール）
- 現代能楽集Ⅹ『幸福論』～能「道成寺」「隅田川」より（2020年11月29日 - 12月20日、シアタートラム）[63]
- 『ミュージカル ゴヤ -GOYA-』（2021年4月、日生劇場 / 2021年5月、御園座）
- スタンディングオベーション（2021年8月3日 - 29日、TBS赤坂ACTシアター / 9月4日 - 7日、京都劇場）
- Musical「HOPE」（2021年10月1日-17日、本多劇場）[64]
- 「音楽劇 海王星」（2021年12月6日 - 30日、PARCO劇場 / その後、大阪・富山・宮城・青森・愛知を巡演） - 少女そばかす 役[65]
- ヘアスプレー（2022年9月 - 11月、東京建物 Brillia HALLほか） - ペニー 役[66]
- ミューズカル「マリ・キュリー」（2023年3月13日 - 26日、天王洲 銀河劇場 / 4月20日 - 23日、梅田芸術劇場） - アンヌ 役[67]
- 月とシネマ2023（2023年11月6日 - 28日、PARCO劇場 / 12月3日 - 10日〈予定〉、森ノ宮ピロティホール） - 朝倉瑞帆 役[68]
- 東京輪舞（2024年3月、PARCO劇場 / 4月、福岡・大阪・広島）[69]
- ミセン（2025年1月10日 - 14日、新歌舞伎座 / 2月1日・2日、愛知県芸術劇場 大ホール / 2月6日 - 11日、めぐろパーシモンホール 大ホール） - アン・ヨンイ 役[70][71]
- ブロードウェイミュージカル『キンキーブーツ』（2025年4月27日 - 5月18日、東急シアターオーブ / 5月26日 - 6月8日、オリックス劇場） - ローレン 役[72]

#### 公演中止
- ヘアスプレー（2020年6月14日 - 28日、東京建物 Brillia HALL / 2020年7月5日 - 13日、梅田芸術劇場） - ペニー 役[73][注 6]

### バラエティ
- あざとくて何が悪いの?（テレビ朝日）
  - 社会を生き抜くあざとい処世術（2021年5月22日） - みのり 役
  - 後輩とうまくやるためのあざとい処世術（2021年8月14日） - みのり 役

### WEB
- 『あ』『い』をあつめて（2011年2月9日 - 3月31日、auユーザー向けサービス）[注 7][75]
- ハイスクールドライブ〜目が覚めたら高校生だった〜（2012年11月20日 - 2013年1月5日、全10話、BeeTV） - 主演・加奈 役[76]
- TOKYO COIN LAUNDRY（2019年1月11日 - 、GYAO!） - 寺坂琴音 役[77]
- おじさん取り扱い講座（2019年2月5日 - 、MINE） - 鈴木さん 役[78]
- 恋をたどる、 #9 - （2019年3月15日 - 、WATCHY）[79]
- 逃亡料理人ワタナベ 北九州市編（2019年5月18日 - 、ひかりTV） - 百瀬柚子 役
- つながりたくて、嘘をつく（2020年6月17日 - 、LINE NEWS「VISION」）[80]
- ホットママ（2021年3月19日 - 、Amazonプライム・ビデオ） - 中本まゆ 役

### CM・広告
- NTT docomo
  - START! DoCoMoキャンペーン 『高校生のはじまり』篇（2008年2月 - ）
  - walk with you（2012年）
- ユニバーサルミュージック 青山テルマ『DIARY』（2008年）
- NTT東日本 DENPO115（2009年3月 - ）
- ディズニー☆JCBカード 「東京ディズニーシー15周年」篇（2016年）
- アステラス製薬（2016年7月23日 - ） - ナレーション
- Google Play 「どうぶつの森 ポケットキャンプ編」（2017年11月10日 - ）
- 日立ビルシステム（2019年10月 - ）[81]
- メナード 薬用ビューネ（2020年6月8日 - ）[82]

### ラジオドラマ
- FMシアター ポテトサラダ（2013年5月11日、NHK-FM） - 主演・井原友子 役[注 8]
- FMシアター 真っ赤な夜の出来事（2016年12月17日、NHK-FM） - 主演・美咲 役
- 連続テレビ小説「べっぴんさん」スピンオフ ラジオドラマ「たまご焼き同盟」（2017年5月4日、NHKラジオ第1放送） - 五十嵐和歌子 役[83]
- FMシアター 山のあなたに住むものは（2021年7月4日、NHK-FM） - 五木咲 役

### MV
- WEAVER 「『あ』『い』をあつめて」（2011年2月9日）
- 桑田佳祐「涙をぶっとばせ!!」（2013年3月13日）
- 宇宙まお 「ベッド・シッティング・ルーム」（2017年3月31日 - ）
- 宇宙まお 「休みの日」（2018年6月26日 - ）[84]
- SunSet Swish「マイペース」（2023年3月25日）

### その他
- News!371〜ジュニア（2009年9月4日 - 12日、エンタ!371）